# Tramlijn 26 (Amsterdam)
 Tramlijn 26 is een tramlijn in Amsterdam op de route Centraal Station – Rietlandpark – Zeeburgereiland – IJburg.
De lijn, ook bekend als de IJtram, loopt van het Centraal Station via de Piet Heintunnel naar de IJburglaan op het Haveneiland in de oostelijke wijk IJburg. De lijn, die sinds 2005 in gebruik is, wordt in 2026 doorgetrokken naar het Strandeiland.

## Huidige tramlijn 26: de IJtram

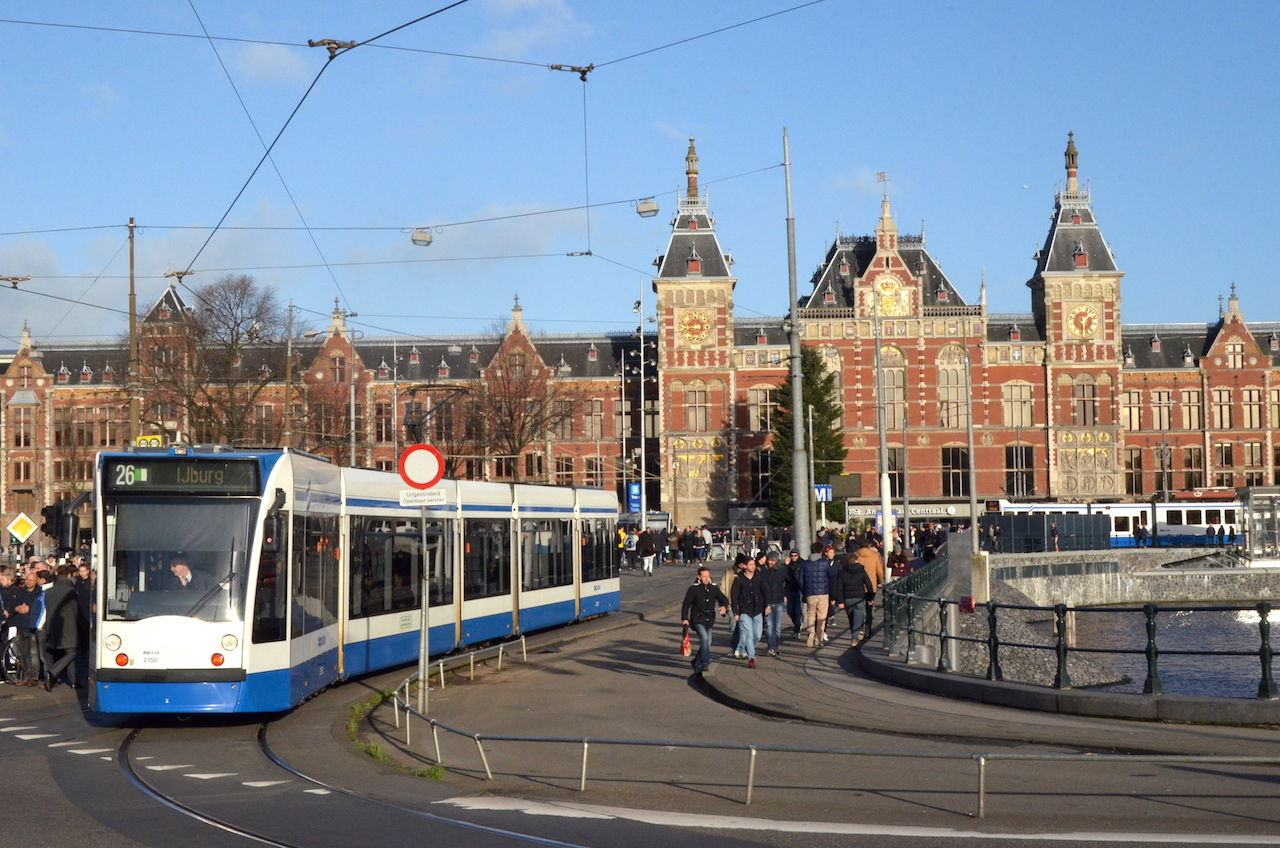
Lijn 26 op de Middentoegangsbrug voor het Centraal Station van Amsterdam; 31 december 2015.

De lijn begint aan de oostzijde van het Stationsplein, voert langs de Prins Hendrikkade en de zuidelijke IJoever langs de De Ruijterkade en Piet Heinkade en door het Oostelijk Havengebied. Bij de Panamaknoop (halte Rietlandpark), loopt de trambaan door een tunnel, om het drukke verkeer ongelijkvloers te kruisen. Daarna volgt de Piet Heintunnel, het Zeeburgereiland en vervolgens wordt naar IJburg overgestoken via de Enneüs Heermabrug. Het is geen sneltram, maar een snelle tram, geheel op een vrije baan.
Aanvankelijk (1993) was gekozen voor een metro. In verband hiermee werd nabij het Centraal Station in hoog tempo een 180 meter lange metrotunnel aangelegd, omdat dit nadien door de uitbreiding van de treinsporen onmogelijk zou worden. Nadat in 1996 was besloten het aantal woningen op IJburg van 45.000 te beperken tot 18.000, werd gekozen voor een tramlijn en was de tunnel overbodig geworden.

### Aanleg en opening

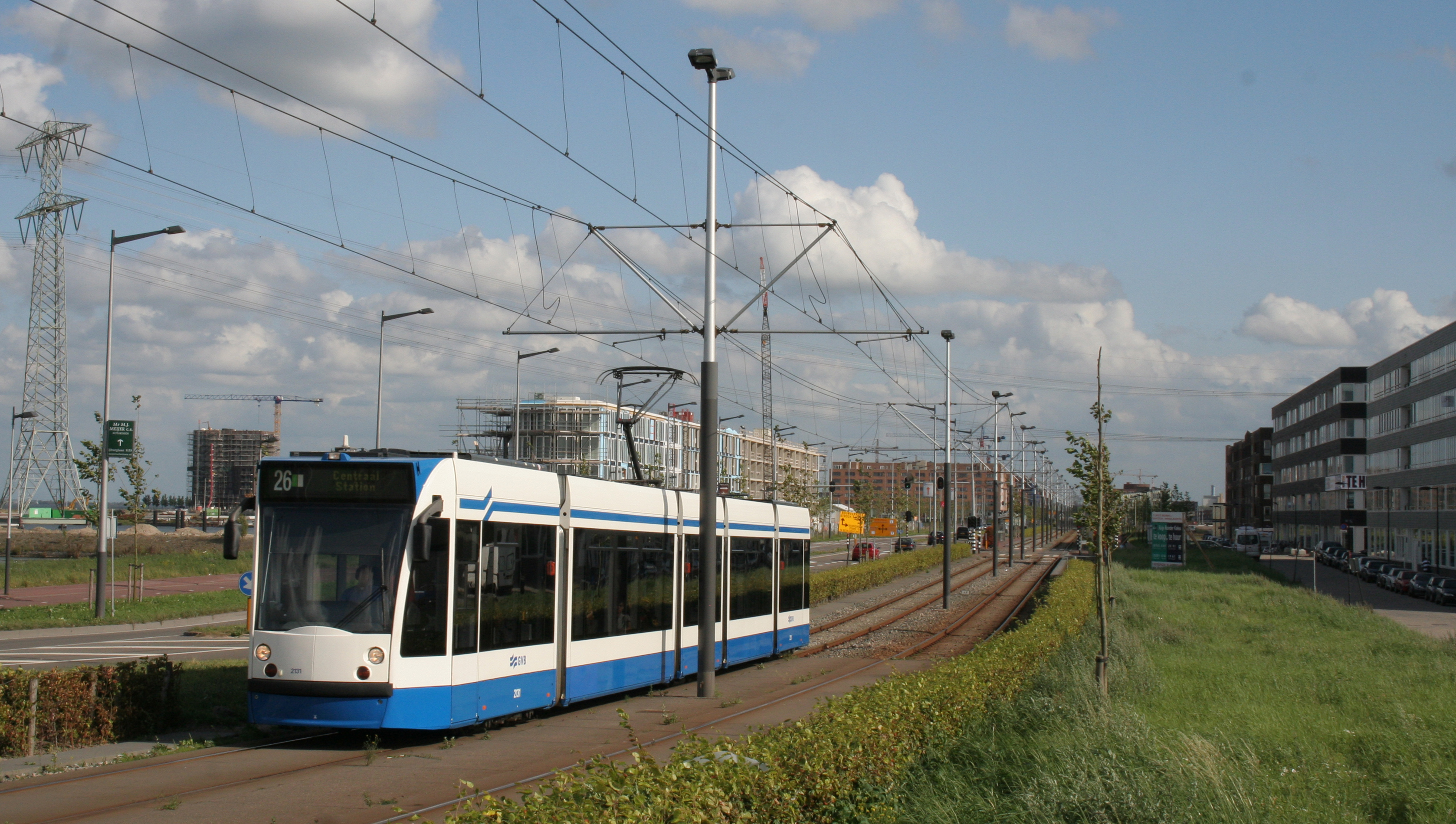
Tramlijn 26 op de IJburglaan, op het Steigereiland; 1 september 2008.

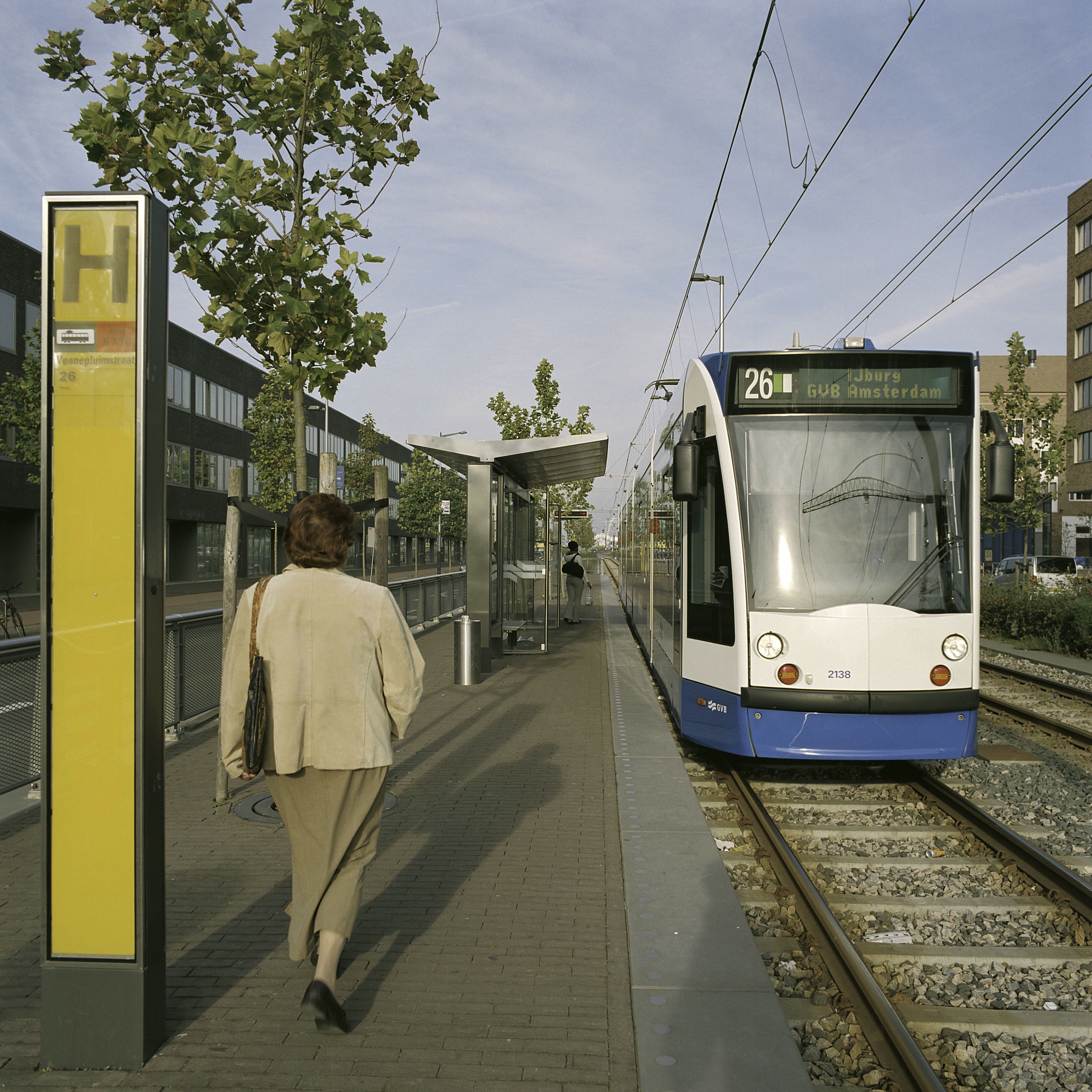
Tramhalte langs de IJburglaan; september 2006.

De aanleg van de eerste fase van Centraal Station tot Haveneiland vond plaats tussen 2000 en 2004. Met een vertraging van een jaar (in verband met de beveiliging in de tunnel) werd tramlijn 26 op 28 mei 2005 officieel geopend door minister Karla Peijs (CDA). De tramlijn verving buslijn 326, die deze route had gereden sinds november 2002.
Meteen na de opening op 28 mei 2005 was er een storing met de seinen in de Piet Heintunnel en werden de gratis ritten voor het publiek geannuleerd. Ook op de eerste officiële exploitatiedag 30 mei 2005 zorgden eerst een staking door het personeel in de ochtend en daarna de seinen voor problemen. De exploitatie is altijd kwetsbaar gebleven, mede omdat de lijn maar op één punt met de rest van het tramnet van Amsterdam is verbonden.

### Dienstuitvoering
Met ingang van de zomerdienst van 2005 (30 mei) is de lijn geopend voor reizigersvervoer. Tijdens de spits op maandag tot vrijdag en op zaterdag en zondag overdag werd zesmaal per uur gereden. Op andere tijden werd er viermaal per uur gereden. De rijtijd Centraal Station – Haveneiland bedraagt 20 minuten. De lijn werd een succes en ging in de spits met een frequentie van 5 minuten rijden. Vanaf 1 januari 2012 werd dit in de ochtendspits om de 4 minuten. Vanaf de zomer van 2018 reed lijn 26 in de ochtend- en avondspits 15 keer per uur (vierminutendienst).
Vanaf juli 2020 zijn er gekoppelde Combino-trams gaan rijden om de capaciteit te vergroten, vanaf 2017 werden hiervoor al testritten gehouden. Vanwege de grotere capaciteit van de gekoppelde stellen is de frequentie in de spitsuren vanaf 26 oktober 2020 teruggebracht tot 10 keer per uur (zesminutendienst).

## Kenmerken
Bij de opening was lijn 26 zo'n 8,5 kilometer lang, waarvan 1,9 kilometer in de in 1997 geopende lange Piet Heintunnel tussen de Panamaknoop en Zeeburgereiland. De lijn telt elf haltes per richting en beschikt over een vrijliggende trambaan. In de route liggen twee grote bruggen (brug 2001 en brug 2002) die de verbinding vormen tussen Zeeburgereiland, het Steigereiland en het Haveneiland.
De haltes zijn verhoogd, en voorzien van een display en een omroepinstallatie, zodat men weet over hoeveel minuten de tram komt. Ze zijn in 2019 vervangen door een nieuwe versie die ook in de rest van de stad wordt gebruikt. Op 16 augustus 2015 is met de nieuwe halte Bob Haarmslaan een tweede halte op het Zeeburgereiland geopend, tegenover tankstation Kriterion. Één oversteek is beveiligd met slagbomen.

### Maximumsnelheid
Tussen de Kattenburgerstraat en de kruising met de A10 bedraagt de maximumsnelheid 70 km/h, op de overige delen 50 km/h en op de beweegbare brug (nr. 485) ter hoogte van de IJ-tunnel 40 km/h.

### Keermogelijkheden langs de lijn
Bij de Passagiers Terminal Amsterdam was een keerlus aangelegd. Deze werd aanvankelijk gebruikt als eindpunt van tram 16; vanaf 28 mei 2006 was dit het eindpunt van tram 25. Vanaf 1 januari 2012 werd lijn 25 ingekort tot het Centraal Station. In 2018 is de lus buiten dienst gesteld en zijn de wissels vastgelegd; later zijn zij opgebroken en ook de bovenleiding is verwijderd.
Het eindpunt van de tramlijn bij het Centraal Station was aanvankelijk de enige verbinding met de rest van het tramnet. De voormalige keerlus bij de Passagiers Terminal Amsterdam kon niet gebruikt worden om lijn 26 vanaf IJburg in te korten waardoor deze lijn bij een stremming in de omgeving van het Centraal Station dan noodgedwongen, komend vanaf Haveneiland, tot het Zeeburgereiland moest worden ingekort met een aanvullende buslijn 326. Op Zeeburgereiland is er wel een keermogelijkheid, voor als er op het gedeelte Piet Heintunnel – Centraal Station een verstoring is.
Omdat tramlijn 26 bij verstoringen bij het Centraal Station hierdoor geheel niet kon rijden ten westen van het Zeeburgereiland was een extra keermogelijkheid gewenst. Dit werd nog versterkt door de uitgebreide werkzaamheden bij het Stationsplein vanaf 2019. In 2017 werd een ontwerp gemaakt voor een keerlus op de De Ruijterkade ten westen van de Oostertoegang, bij de op- en afritten van het hooggelegen busstation. Tussen maart 2018 en zomer 2019 is de nieuwe keerlus aangelegd. Vanaf eind oktober 2019 is de lus beschikbaar voor inkortingen, deze werd meteen in gebruik genomen wegens werkzaamheden bij de Prins Hendrikkade.
Omdat tussen zomer 2024 en 2030 de spoorbruggen ten oosten van het Centraal Station worden vernieuwd is de tramroute onder deze bruggen door niet beschikbaar voor tramlijn 26. Gedurende deze periode rijdt lijn 26 niet door naar het Stationsplein maar eindigt aan de IJzijde van het station. Omdat dit de enige verbinding was met de rest van het tramnet is er tussen de Piet Heinkade en de Czaar Peterstraat in het voorjaar van 2024 in een groenstrook een enkelsporige verbinding aangelegd waarlangs de trams voor onderhoud van en naar de Remise Havenstraat of Hoofdwerkplaats Rail kunnen worden overgebracht. Na het gereed komen van de werkzaamheden wordt het spoor weer verwijderd.

### Materieel en opstelterrein

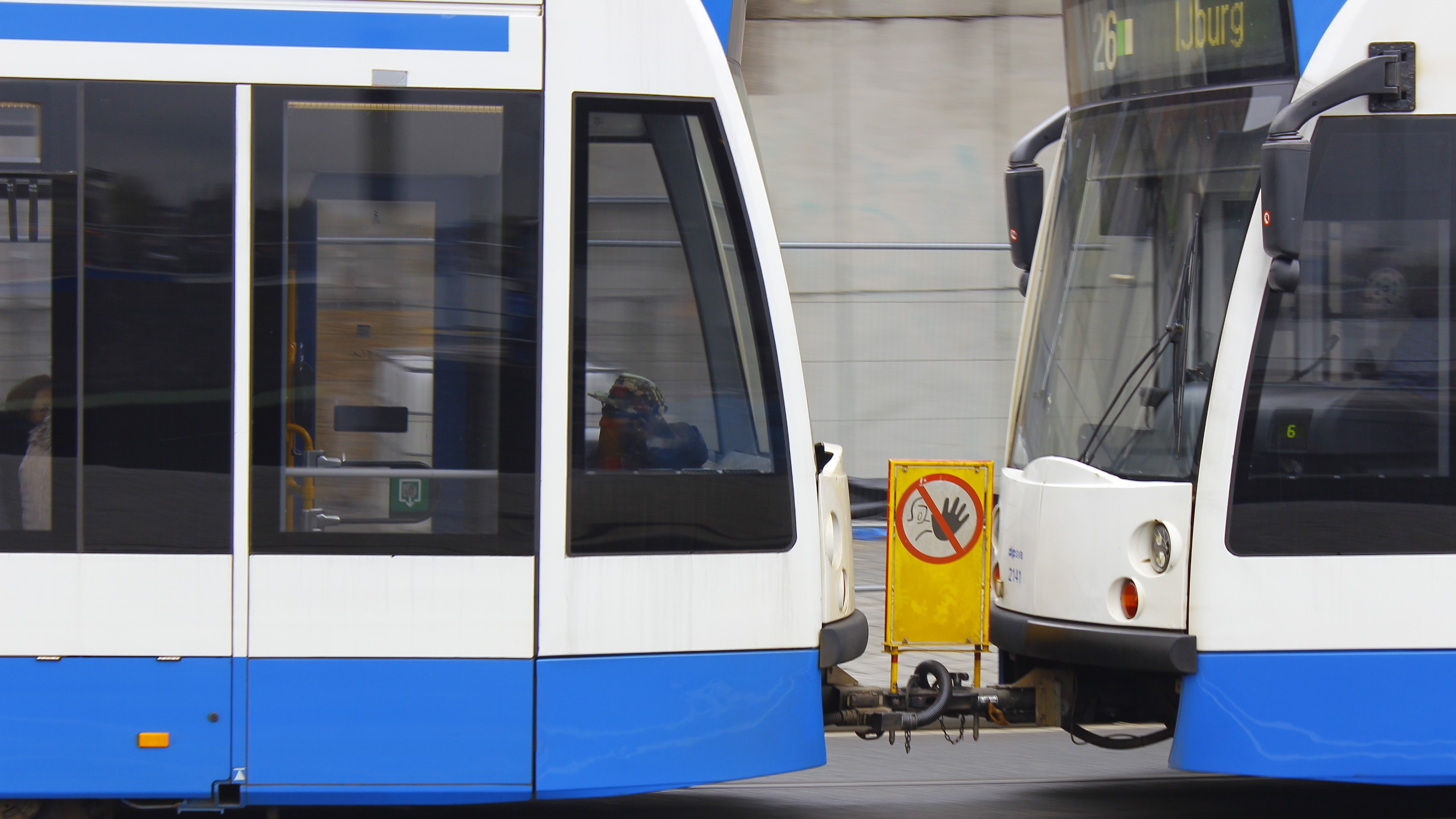
Gekoppelde Combino-trams op lijn 26; 7 april 2023.

Voor deze lijn zijn 25 Combino's geschikt gemaakt met een treinbeïnvloedingssysteem voor in de tunnel en de wissels (wagennummers 2131-2151 en 2201-2204). De 2131-2151 die zijn voorzien van fietsklemmen voor het meenemen van twee fietsen, zijn beschikbaar voor de dagelijkse dienst.
Voor de trams die ingezet worden op lijn 26 is een apart opstelterrein aangelegd op het Zeeburgereiland. De exploitatie vindt van hieruit plaats. Voor onderhoud gaan de trams naar de Remise Havenstraat (aanvankelijk Remise Lekstraat).
Vanaf het begin is voorzien dat er ooit gekoppelde Combino-trams, met een totale lengte van 60 meter, zouden worden ingezet. De haltes hebben al vanaf het begin hiervoor voldoende lengte. Vijftien jaar na de opening van de tram naar IJburg was het zover. De toenemende drukte leidde er toe dat van deze mogelijkheid gebruik gemaakt ging worden. Hiervoor moest wel de vijftien jaar oude software van de Combino's worden vernieuwd. Vanaf juli 2020 worden er enkele gekoppelde Combino-trams ingezet ter vergroting van de vervoercapaciteit. In een gekoppeld stel zit een bestuurder en één conducteur, alleen in de tweede wagen. Vanaf begin oktober werd het aantal gekoppelde stellen langzamerhand uitgebreid, totdat de hele dienst hiermee sinds 26 oktober 2020 kan worden uitgevoerd. Omdat de frequentie in de spitsuren is verlaagd van 4 minuten naar 6 minuten is de reizigerscapaciteit van de lijn ongeveer anderhalf keer zo groot geworden.
Sinds 1 mei 2021 is na 21.00 uur de achterste wagen afgesloten.
Voor de gekoppelde tramstellen zijn de 2131-2151 geschikt om als eerste of tweede wagen te rijden, de 2001-2021 zijn beschikbaar als tweede wagen.
Om, mede in verband hiermee, meer tramwagens te kunnen inzetten, is het opstelterrein op Zeeburgereiland in 2020 uitgebreid. De sporen zijn verlengd en er kunnen nu 32 i.p.v. 18 trams worden opgesteld. De uitgebreide IJtramstalling werd feestelijk geopend op 28 september 2020.
De vijf eerste 15G-trams, van het type Urbos 100 van de Spaanse fabrikant CAF, worden uitgerust met ATB-treinbeïnvloeding voor inzet op de IJtram. De overige 15G-trams worden voorbereid op eventuele latere inbouw van ATB. Ook deze trams zullen gekoppeld kunnen gaan rijden.

## Uitbreidingen
Met de uitbreiding van IJburg met woningen op Centrumeiland en Strandeiland komen er nog circa 20.000 inwoners bij. De bestaande capaciteit van tramlijn 26 was niet voldoende om het extra vervoer dat dit oplevert op te vangen. Daarom heeft de gemeente in februari 2018 voorstellen gedaan voor uitbreiding. De kosten zijn begroot op 330 miljoen euro.
In eerste instantie werd de dienst op de bestaande lijn uitgebreid: vanaf de zomer van 2018 reed lijn 26 in de ochtend- en avondspits 15 keer per uur (vierminutendienst). Vanaf juli 2020 zijn er ook gekoppelde trams gaan rijden en vanaf 26 oktober 2020 wordt volledig met gekoppelde trams gereden in een zesminutendienst.
In 2009 werd al voorzien dat de IJtram enkele jaren later zou worden verlengd naar het Centrumeiland en Strandeiland. Deze verlenging waarvan de aanleg van een gecombineerde tram/busbaan in 2023 is begonnen is voorzien voor 2026. Tegen 2035 is een verdere verlenging voorzien maar die is wel afhankelijk van de voortgang van de ontwikkeling van deze fase van IJburg.
Het Centrumeiland en Strandeiland worden over deze gecombineerde tram/busbaan ook ontsloten door een tweetal hoogwaardige buslijnen naar Station Bijlmer (voorzien voor december 2024) en Station Weesp (voorzien voor 2026). Het traject naar Station Bijlmer is een verlenging van de Zuidtangent. Op 15 december 2024 is buslijn 360 gaan rijden tussen Strandeiland en Station Bijlmer.
Ter aanvulling op lijn 26 wordt er ook gedacht aan een tweede tramverbinding tussen Amsterdam-Oost en IJburg, via het Zeeburgereiland. Vanaf het Flevopark moet er dan een extra trambrug over het Amsterdam-Rijnkanaal komen; de tramlijn sluit dan ten oosten van de ingang van de Piet Heintunnel aan op de bestaande lijn 26. Deze verbinding zou eventueel ook een busdienst kunnen worden, dit wordt nog onderzocht.

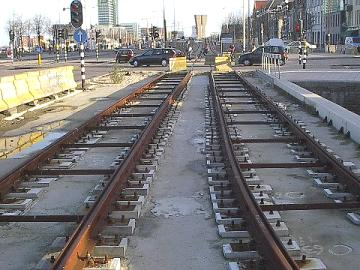
Nieuwgelegde tramrails voor de IJtram op de De Ruijterkade; 14 januari 2004.
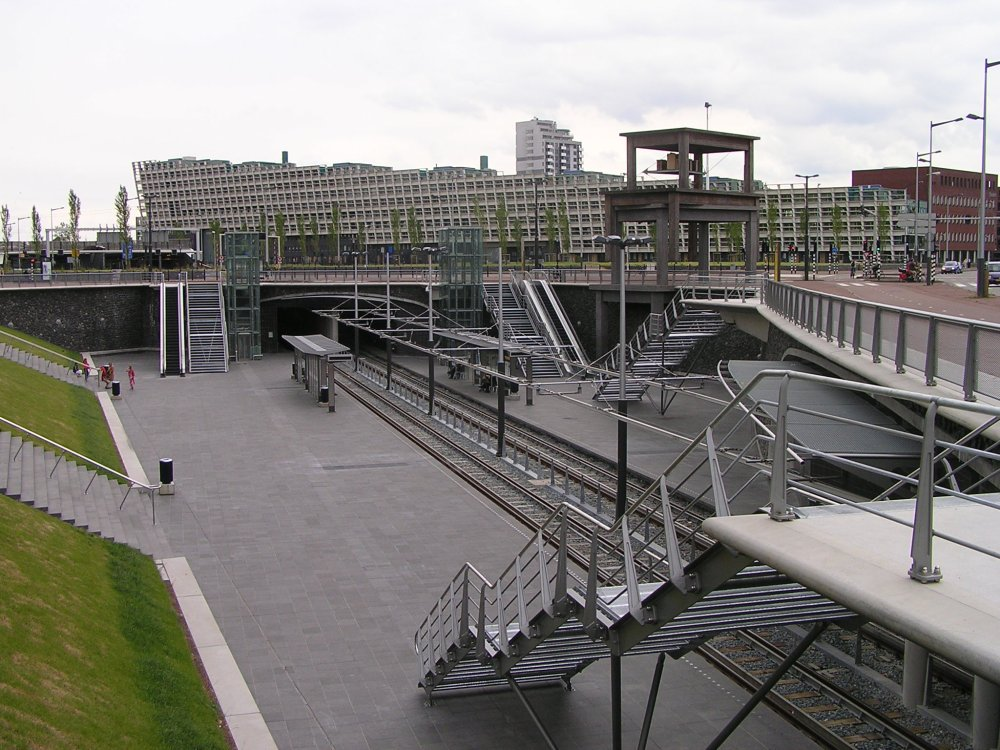
De verdiepte halte Rietlandpark vlak voor de ingang van de Piet Heintunnel; juni 2005.
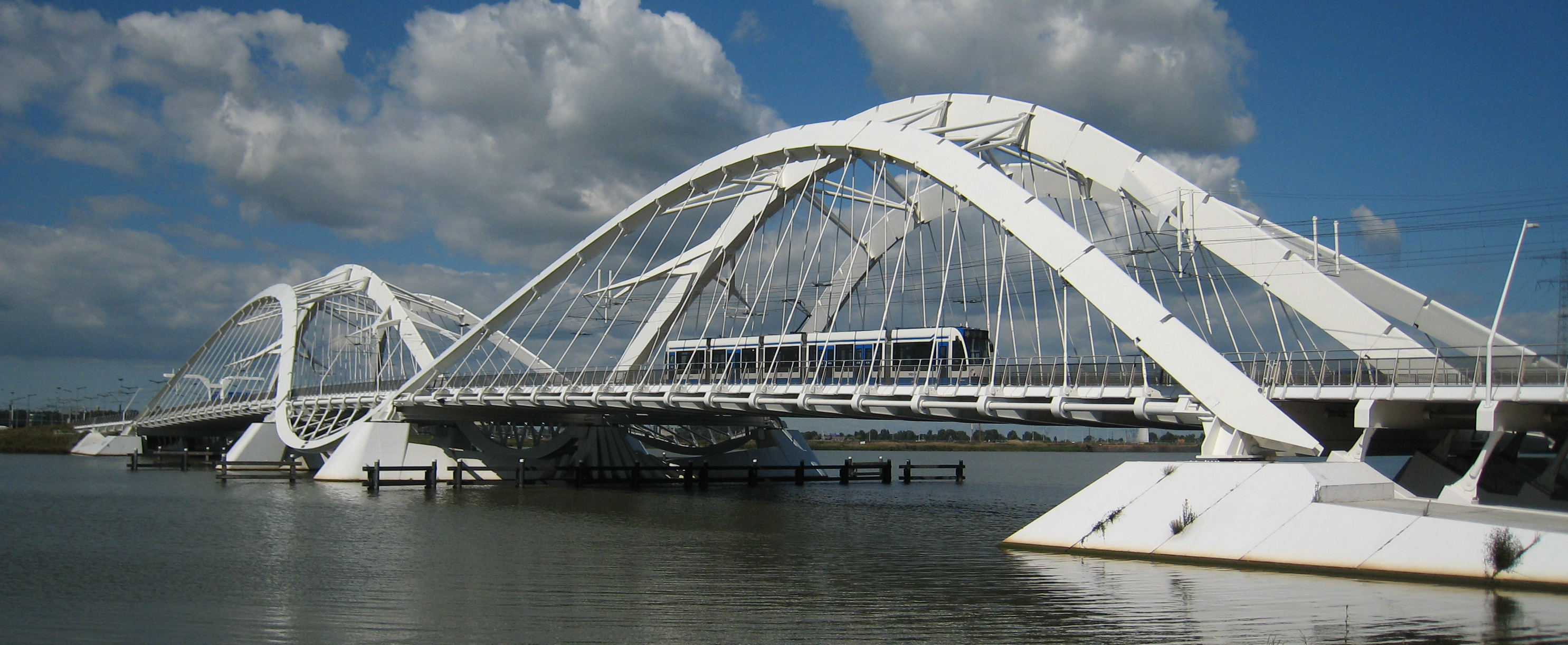
De IJtram op de Enneüs Heermabrug; 29 augustus 2007.
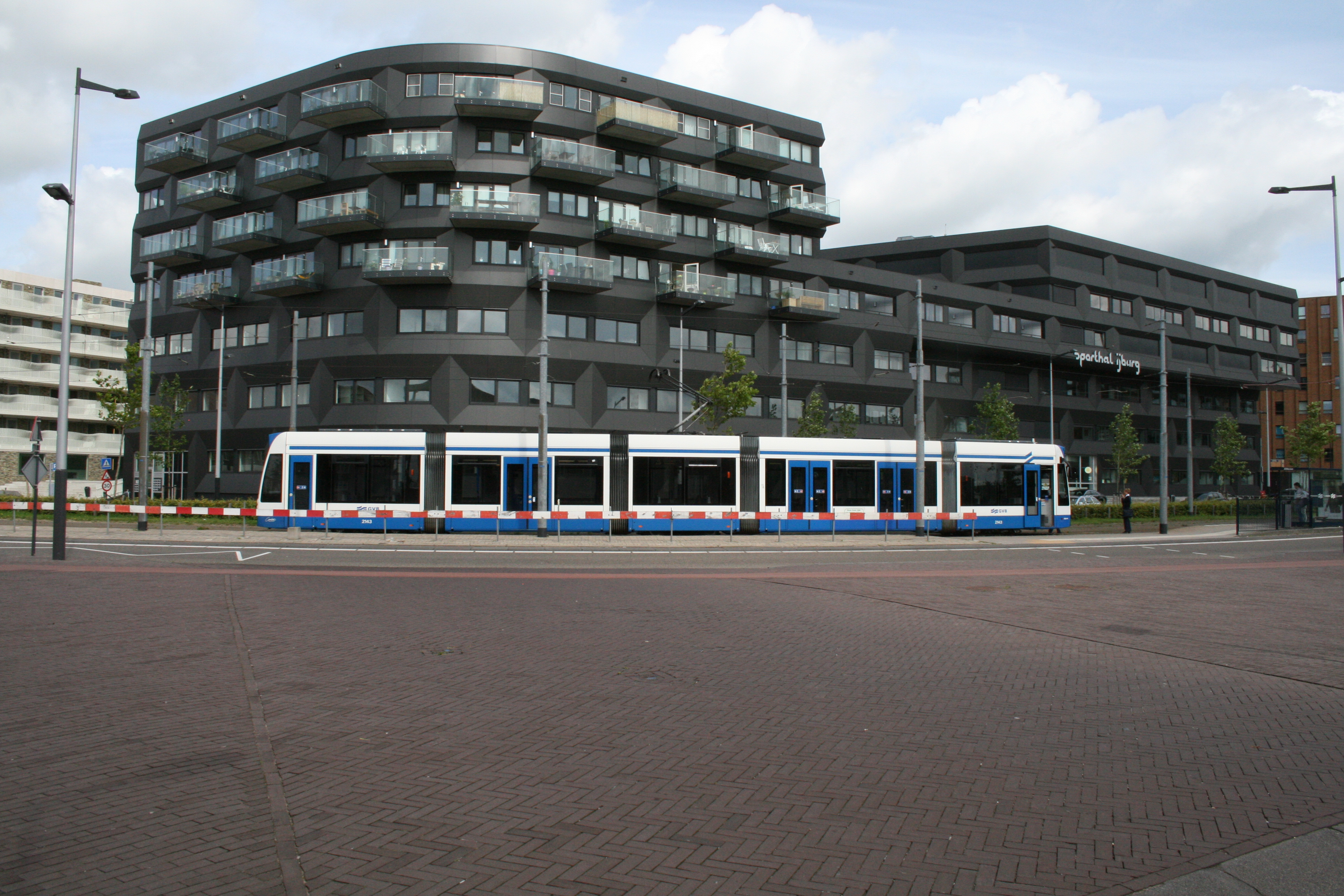
Het eindpunt van de IJtram op de hoek IJburglaan / Pampuslaan; 22 augustus 2012.

## Voormalige tramlijn 26

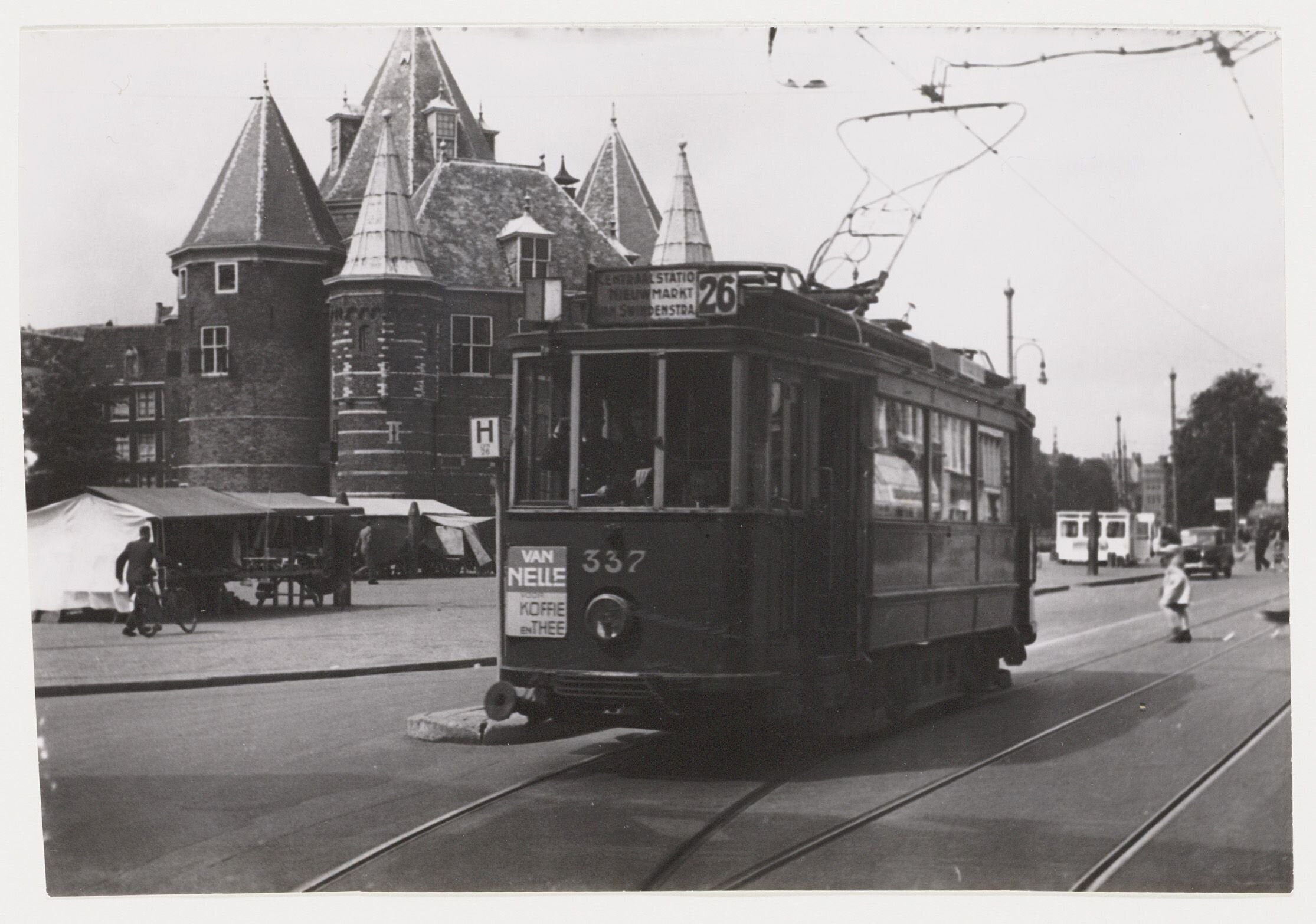
Een grootbordeswagen van lijn 26 op de Nieuwmarkt; augustus 1948.

De huidige Amsterdamse lijn 26 is de tweede tramlijn met dit lijnnummer.
Op 3 december 1945 werd ter compensatie van de nog niet ingestelde lijn 11, ter ontlasting van lijn 9 en ter compensatie van de niet meer teruggekeerde lijn 8 een "noodlijn" met losse motorwagens ingesteld. De lijn kreeg het hoogste lijnnummer tot dan toe met de nieuwe lijnkleur groen/wit verticaal, waarbij het groen verwees naar lijn 9. De route: Centraal Station – Prins Hendrikkade – Geldersekade – Nieuwmarkt – Sint Antoniesbreestraat – Jodenbreestraat / Waterlooplein – Muiderstraat – Plantage Middenlaan – Alexanderplein – Linnaeusstraat – Eerste Van Swindenstraat. De lijn reed niet op zondag, behalve op de laatste twee zondagen.
Op 20 december 1948 nam  lijn 11 een groot deel van deze route over, maar vanaf de Linnaeusstraat ging lijn 11 via de Wijttenbachstraat naar de Insulindeweg. Lijn 11 werd op 26 mei 1955 vervangen door een busdienst met hetzelfde lijnnummer.
Van 1959 tot 1990 bestond er tevens een buslijn 26.